# Адміністративний устрій Вовчанського району
Вовчанський район Харківської області до 2020 року поділявся на одну міську, три селищні та 23 сільські ради, які об'єднують 95 населених пунктів та підпорядковані Вовчанській районній раді. Адміністративний центр — місто Вовчанськ.

## Список радВовчанського району
| №  | Назва                                | Центр                | Населені пункти                                                                                            | Площа км² | Місце за площею | Населення (2001), чол. | Місце за населенням |
| -- | ------------------------------------ | -------------------- | --- | --------- | --------------- | ---------------------- | ------------------- |
| 1  | Вовчанська міська рада               | м. Вовчанськ         | м. Вовчанськ c. Плетенівка                                                                                 |           |                 |                        |                     |
| 2  | Білоколодязька селищна рада          | смт Білий Колодязь   | смт Білий Колодязь c. Волохівське c. Земляний Яр                                                           |           |                 |                        |                     |
| 3  | Вільчанська селищна рада             | смт Вільча           | смт Вільча                                                                                                 |           |                 |                        |                     |
| 4  | Старосалтівська селищна рада         | смт Старий Салтів    | смт Старий Салтів c. Березники c. Металівка c. Петрівське                                                  |           |                 |                        |                     |
| 5  | Вовчансько-Хутірська сільська рада   | c. Вовчанські Хутори | c. Вовчанські Хутори c. Зибине c. Покаляне c. Тихе                                                         |           |                 |                        |                     |
| 6  | Волохівська сільська рада            | c. Волохівка         | c. Волохівка c. Бочкове c. Караїчне                                                                        |           |                 |                        |                     |
| 7  | Гатищенська сільська рада            | c. Гатище            | c. Гатище c. Бугруватка c. Огірцеве c. Приліпка                                                            |           |                 |                        |                     |
| 8  | Гонтарівська сільська рада           | c. Гонтарівка        | c. Гонтарівка c. Дідівка c. Паськівка c. Вишневе c. Радькове c. Середівка c. Томахівка c. Широке           |           |                 |                        |                     |
| 9  | Жовтнева Друга сільська рада         | c. Миколаївка        | c. Миколаївка c. Варварівка c. Хрипуни                                                                     |           |                 |                        |                     |
| 10 | Землянська сільська рада             | c. Землянки          | c. Землянки c. Бударки                                                                                     |           |                 |                        |                     |
| 11 | Іванівська сільська рада             | c. Іванівка          | c. Іванівка c. Благодатне c. Василівка c. Захарівка                                                        |           |                 |                        |                     |
| 12 | Котівська сільська рада              | c. Котівка           | c. Котівка c. Бережне                                                                                      |           |                 |                        |                     |
| 13 | Молодівська сільська рада            | c. Молодова          | c. Молодова                                                                                                |           |                 |                        |                     |
| 14 | Нестернянська сільська рада          | c. Нестерне          | c. Нестерне c. Дегтярне c. Кругле c. Піщане c. Шабельне                                                    |           |                 |                        |                     |
| 15 | Новоолександрівська сільська рада    | c. Новоолександрівка | c. Новоолександрівка c. Бакшеївка c. Вірівка c. Лозова                                                     |           |                 |                        |                     |
| 16 | Охрімівська сільська рада            | c. Охрімівка         | c. Охрімівка c. Мала Вовча c. Рибалкине c. Чайківка                                                        |           |                 |                        |                     |
| 17 | Петропавлівська сільська рада        | c. Петропавлівка     | c. Петропавлівка c. Ганнопілля c. Гарбузівка                                                               |           |                 |                        |                     |
| 18 | Пільнянська сільська рада            | c. Пільна            | c. Пільна c. Українське                                                                                    |           |                 |                        |                     |
| 19 | Революційна сільська рада            | c. Революційне       | c. Революційне c. Сосновий Бір c. Шевченкове Перше                                                         |           |                 |                        |                     |
| 20 | Різниківська сільська рада           | c. Різникове         | c. Різникове c. Бузове c. Красний Яр c. Лошакове c. Лукашове c. Сердобине c. Хижнякове c. Черняків         |           |                 |                        |                     |
| 21 | Рубіжненська сільська рада           | c. Рубіжне           | c. Рубіжне c. Байрак c. Варварівка c. Верхній Салтів c. Замулівка c. Українка                              |           |                 |                        |                     |
| 22 | Старицька сільська рада              | c. Стариця           | c. Стариця c. Ізбицьке                                                                                     |           |                 |                        |                     |
| 23 | Хотімлянська сільська рада           | c. Хотімля           | c. Хотімля c. Перківка                                                                                     |           |                 |                        |                     |
| 24 | Червоноармійська сільська рада       | c. Кирилівка         | c. Кирилівка c. Москалівка c. Погоріле                                                                     |           |                 |                        |                     |
| 25 | Червоноармійська Перша сільська рада | c. Симинівка         | c. Симинівка c. Верхня Писарівка c. Лиман c. Лосівка c. Графське c. Синельникове c. Цегельне c. Шестерівка |           |                 |                        |                     |
| 26 | Шестаківська сільська рада           | c. Шестакове         | c. Шестакове c. Федорівка                                                                                  |           |                 |                        |                     |
| 27 | Юрченківська сільська рада           | c. Юрченкове         | c. Юрченкове c. Шевченкове                                                                                 |           |                 |                        |                     |

* Примітки: м. — місто, с-ще — селище, смт — селище міського типу, с. — село